# Потенциал (журнал)
Журнал «Потенциал» — ежемесячный образовательный журнал для школьников и учителей. Создаётся при участии преподавателей Московского физико-технического института и Московского государственного университета.
Выпускается в двух сериях. «Потенциал. Математика, физика, информатика» (с 2005 года) и «Потенциал. Химия, Биология, Медицина» (с 2011 года).
«Потенциал» ориентирован на школьников 8—11 классов, планирующих получение высшего образования.

## Рубрики серии «Потенциал. Математика, физика, информатика»
В журнале публикуются учебные и занимательные статьи  по математике, физике и информатике.
Кроме того есть специальные рубрики:
- Сквозь время — истории о великих открытиях, биографии учёных, воспоминания о событиях, связанных с наукой и образованием
- Олимпиады — материалы с школьных олимпиад по физике, математике и информатике.
- Загадочный мир — необычные явления, перспективные технологии, удивительные факты
- Наука программирования — материал, касающийся основ информатики и программирования, «задачи на понимание», обзоры языков программирования.

Каждый номер сопровождается статьёй главного редактора серии (доктор физ-мат. наук, профессор кафедры общей физики МФТИ А.Д. Гладун)

## Рубрики серии «Потенциал. Химия, Биология, Медицина»
В журнале публикуются научно-популярные статьи о современных достижениях химии, биологии, медицины. Кроме того есть рубрики:
- Олимпиады — рассказы о различных олимпиадах, и разбор заданий. В поле  зрения – Всероссийская олимпиада школьников по химии и биологии, Менделеевская олимпиада, Наноолимпиада, Московская городская (открытая) олимпиада, олимпиада факультета биоинженерии и биоинформатики МГУ, медико-биологическая олимпиада факультета фундаментальной медицины МГУ, Интернет-олимпиада СУНЦ МГУ и другие…
- Исследовательская деятельность - примеры организации этой деятельности в разных учреждениях основного и дополнительного образования, информация о различных её формах, полезные советы о том, как построить исследование, сообщения о конференциях и экспедициях, красочные рассказы самих юных исследователей о своих работах.
- Дистанционное образование -  о новых и старых технологиях заочного и дистанционного обучения, о предоставляемых современностью возможностях.
- «Профильное образование» - разбор сложных задач и методические рекомендации, в первую очередь преподавателей химико-биологического отделения СУНЦ МГУ им. М.В. Ломоносова - лучшего образовательного учреждения этого профиля в России, а также преподавателей других школ  входящих в Топ-10 лучших школ в области химии и биологии.
- Полевая практика - все интересные события, происходящие вне образовательного пространства школы. В том числе учебно-исследовательские экспедиции и биологические практики, посещения музеев, исследовательских институтов, поездки в другие страны.
- Сквозь время - с чего начиналась наука, об извилистых путях её развития, о драматических ошибках и великих достижениях.
- Эксперимент - описания опытов с красивыми фотографиями, советы по организации экспериментов, методические рекомендации.

Каждый номер сопровождается статьёй главного редактора серии (М.Г. Сергеева, доктор химических наук, ведущий научный сотрудник НИИ Химико-биологической биологии им. А.Н. Белозерского ).

## История создания
«Потенциал» существует с начала 2005 года. Инициаторами создания журнала были преподаватели МФТИ.
В марте 2006 года открылась общедоступная интернет-версия журнала как раздел Викиучебника.
Ныне это один из коллективно создаваемых ресурсов учебных, научно-популярных и занимательных обучающих материалов для школьников. В 2010 году журнал вошёл в число финалистов “PRO-ОБРАЗОВАНИЕ – 2010″ в категории "Лучший специализированный журнал по образованию" . С 2011 года появляется новый журнал под маркой «Потенциал», посвящённый химии, биологии, медицине.

## Где можно приобрести
Печатную и электронную версию можно приобрести на сайте интернет магазина "Карандаш"